# Sông Ka Long

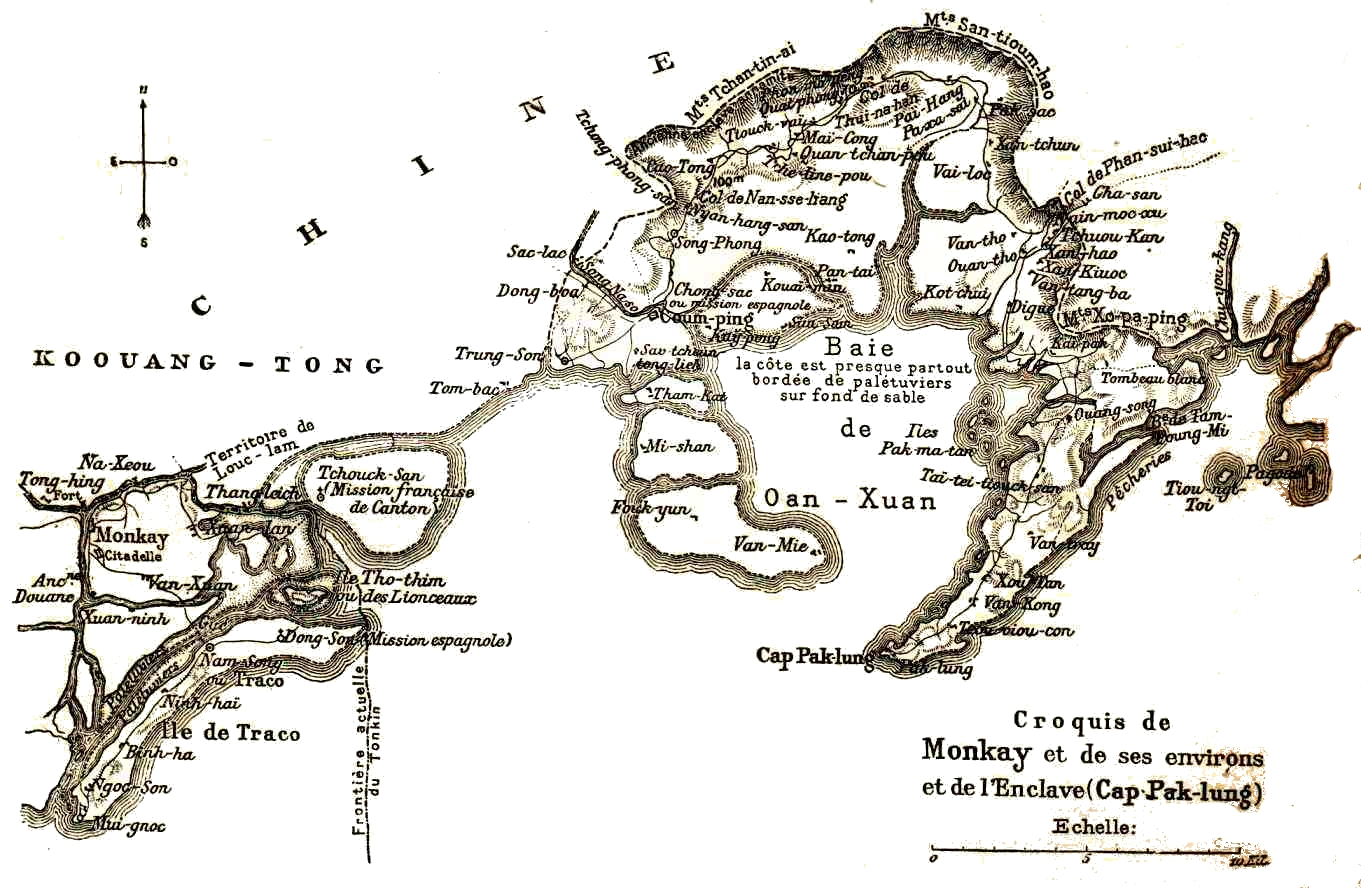
Khu vực cửa sông Bắc Luân năm 1888. Công ước năm 1887 giữa Pháp và Nhà Thanh lấy cửa sông này làm đường biên giới

Sông Ka Long là sông chảy ở vùng biên giới giữa tỉnh Quảng Ninh, Việt Nam và tỉnh Quảng Tây, Trung Quốc.. Một đoạn dài của sông là ranh giới tự nhiên cho đường biên giới Việt - Trung .
Tại Trung Quốc sông còn được gọi là sông Bắc Luân (tiếng Trung: 北侖河, âm Hán Việt: Bắc Luân hà), là con sông tại khu vực biên giới giữa thành phố Móng Cái (tỉnh Quảng Ninh, Việt Nam) và thành phố Đông Hưng (địa cấp thị Phòng Thành Cảng, Khu tự trị dân tộc Choang Quảng Tây, Trung Quốc).
Tuy nhiên theo các bản đồ của Việt Nam thì quan niệm về dòng chảy của sông Ka Long và sông Bắc Luân không hoàn toàn trùng khớp với quan niệm về sông Bắc Luân của Trung Quốc .

## Dòng chảy
Theo bản đồ của Việt Nam xuất bản, sông Ka Long bắt nguồn từ rìa bắc xã Quảng Đức, Hải Hà 21°36′36″B 107°41′2″Đ / 21,61°B 107,68389°Đ, phía tây cửa khẩu Bắc Phong Sinh cỡ 5 km, chảy uốn lượn về hướng đông đông bắc. Đoạn sông này dài cỡ 16 km.
Đến "bãi Chắn Coóng Pha" ở bản Thán Phún xã Hải Sơn, Móng Cái 21°39′34″B 107°48′24″Đ / 21,65944°B 107,80667°Đ, sông hợp lưu với Bei Lun He (Bắc Luân hà) bên Trung Quốc, và đổi hướng chảy về đông, sau đó đông nam đến nội thị của thành phố Móng Cái. Toàn bộ đoạn sông nói trên là ranh giới tự nhiên cho đường biên giới Việt - Trung.
Đến ranh giới phường Ka Long và Trần Phú ở thành phố Móng Cái thì sông chia nhánh 21°32′13″B 107°57′58″Đ / 21,53694°B 107,96611°Đ:
- Dòng Ka Long chảy trong đất Việt theo hướng Nam xuyên qua thành phố Móng Cái ra biển ở nơi giáp ranh giữa xã Hải Xuân và xã Vạn Ninh.
- Chi lưu là dòng sông Bắc Luân chảy theo hướng đông, tiếp tục là đường biên giới Việt - Trung, đi qua rìa phía đông bắc phường Hải Hòa, dọc theo rạch Tục Lãm và đổ ra Biển Đông ở cửa Bắc Luân [2].

Bên phía Trung Quốc coi Bei Lun He (Bắc Luân hà) bắt nguồn từ khu vực Thập Vạn Đại Sơn 21°45′3″B 107°45′31″Đ / 21,75083°B 107,75861°Đ ở Phòng Thành, Trung Quốc, chảy theo hướng đông nam tới vùng "bãi Chắn Coóng Pha". Từ đây sông là ranh giới tự nhiên cho đường biên giới Việt - Trung đến cửa Bắc Luân . Sông có tổng chiều dài 109 km, trong đó đoạn tạo thành biên giới Việt Nam-Trung Quốc là 60 km .

## Tư liệu lịch sử
Đại Nam nhất thống chí chépː Sông Ninh Dương ở cách châu Vạn Ninh 1 dặm  về phía tây. Nguồn (của sông này) từ các xã Thượng Lai và Mông Sơn tổng Bát Trang chảy về đông 37 dặm ven theo địa giới nước Thanh (đến ngã ba). Rồi chuyển (dòng) chảy sang phía đông 7 dặm, đổ ra cửa Lạch. Một nhánh chảy về phía nam 5 dặm đến xã Ninh Dương, lại chia làm 2 chiː một chi chảy về phía đông làm sông Trà Cổ, một chi chảy về tây nam 1 dặm đến đông nam núi Hữu Hàn chảy 10 dặm đổ ra cửa Đại... Ải Thác Mang ở xã Vạn Xuân, cách châu Vạn Ninh 2 dặm về phía bắc, giáp đồn phủ Đông Hưng của nước Thanh. Phàm hai nước có công văn đều do ải này giao đệ. (Đường bộ) đi đến tỉnh thành mất 8 ngày.

## Các cầu

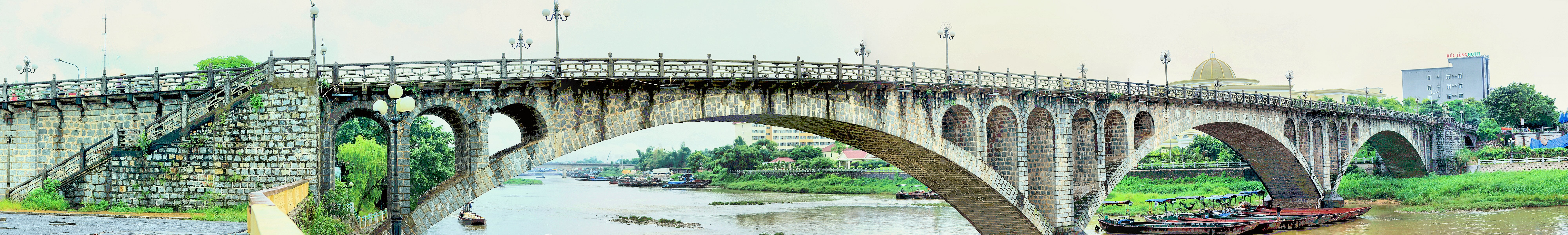
Cầu Ka Long

Bắc qua nhánh Ka Long chảy trong thành phố Móng Cái có 2 cầu là cầu Ka Long và cầu Hòa Bình.
Bắc qua nhánh Bắc Luân chảy dọc biên giới hiện có cầu Bắc Luân nối hai cửa khẩu quốc tế Móng Cái của Việt Nam và cửa khẩu Bắc Luân của Trung Quốc.
Ngày 13/09/2017 hai nước đã cùng khánh thành cầu Bắc Luân II Việt - Trung, là cây cầu thứ 2 nối giữa 2 thành phố cũng như 2 quốc gia, cũng là cây cầu dạng vòm lớn nhất Việt Nam.

## Hình ảnh

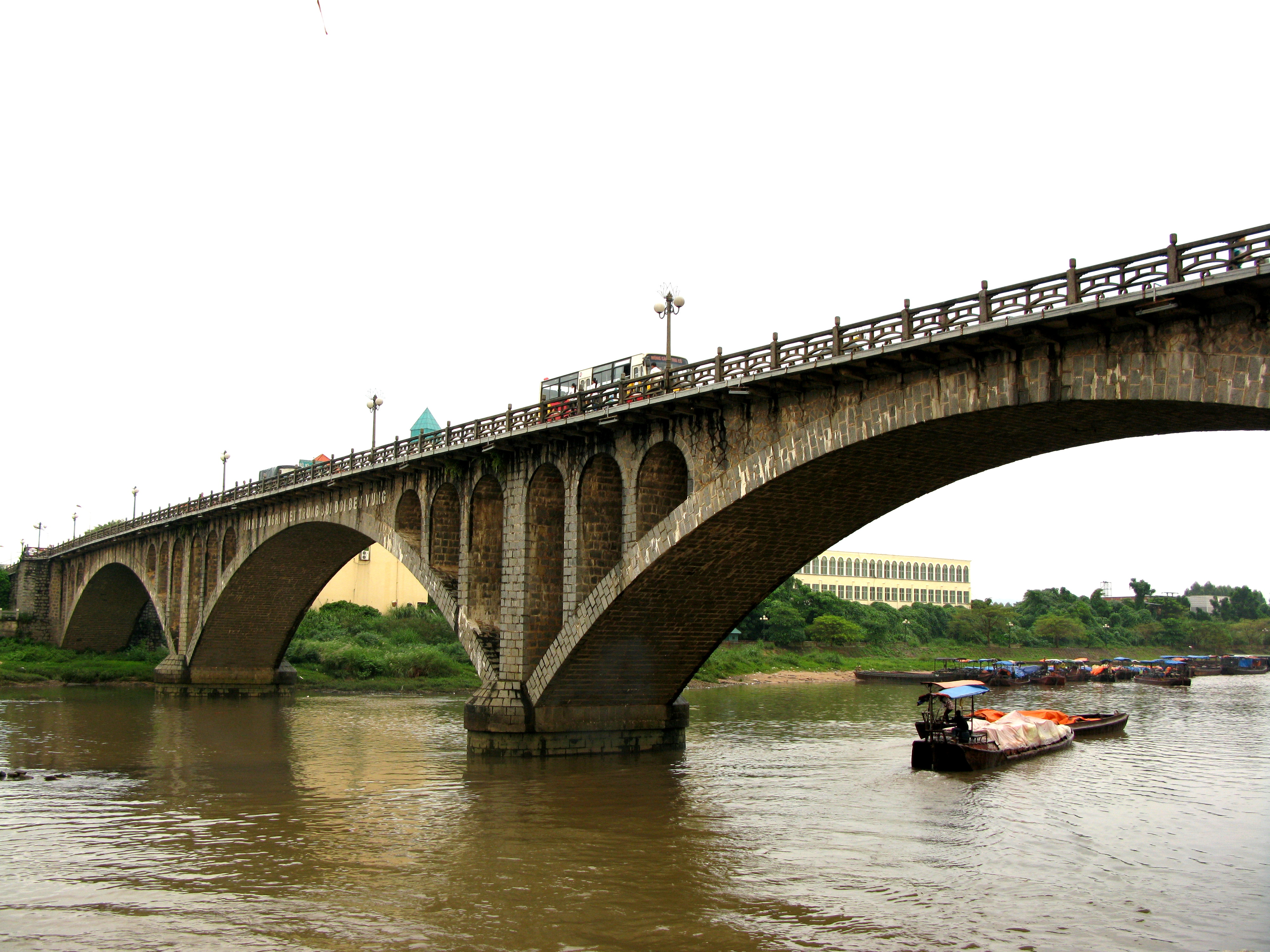
Sông Ka Long, nhánh chảy trong thành phố Móng Cái.
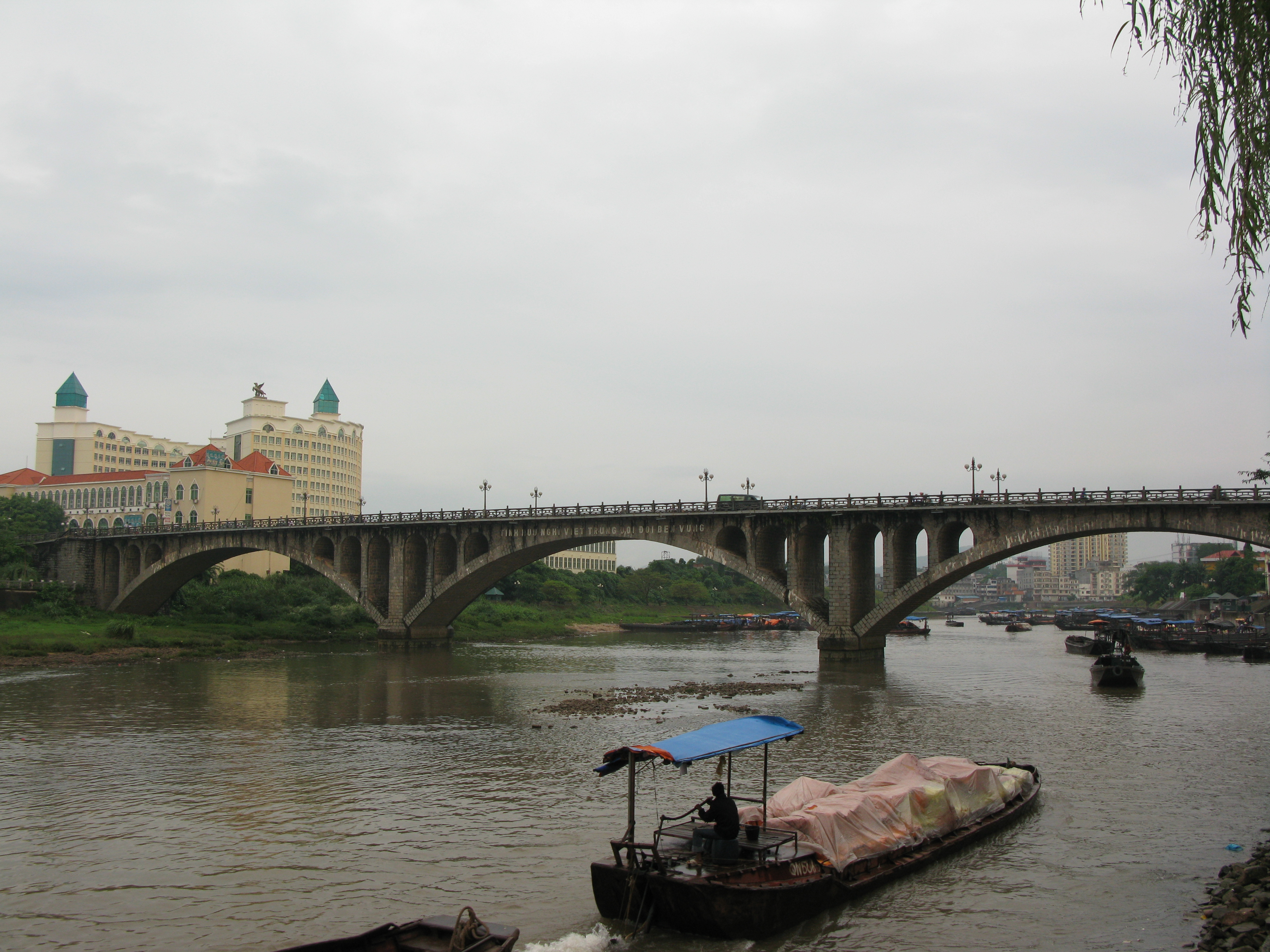
Sông Ka Long, nhánh chảy trong thành phố Móng Cái.
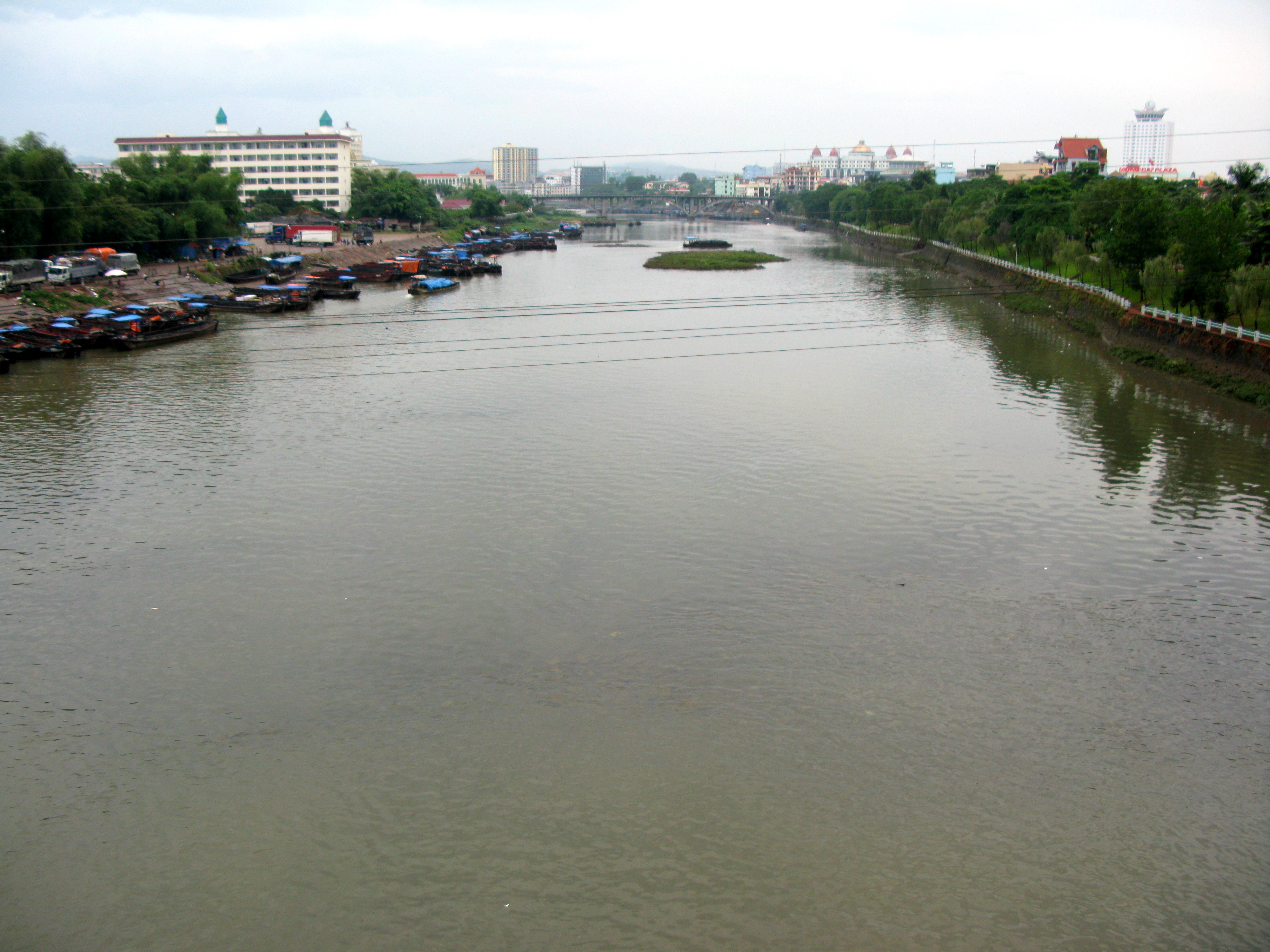
Sông Ka Long. Hình chụp từ trên cầu Hòa Bình.
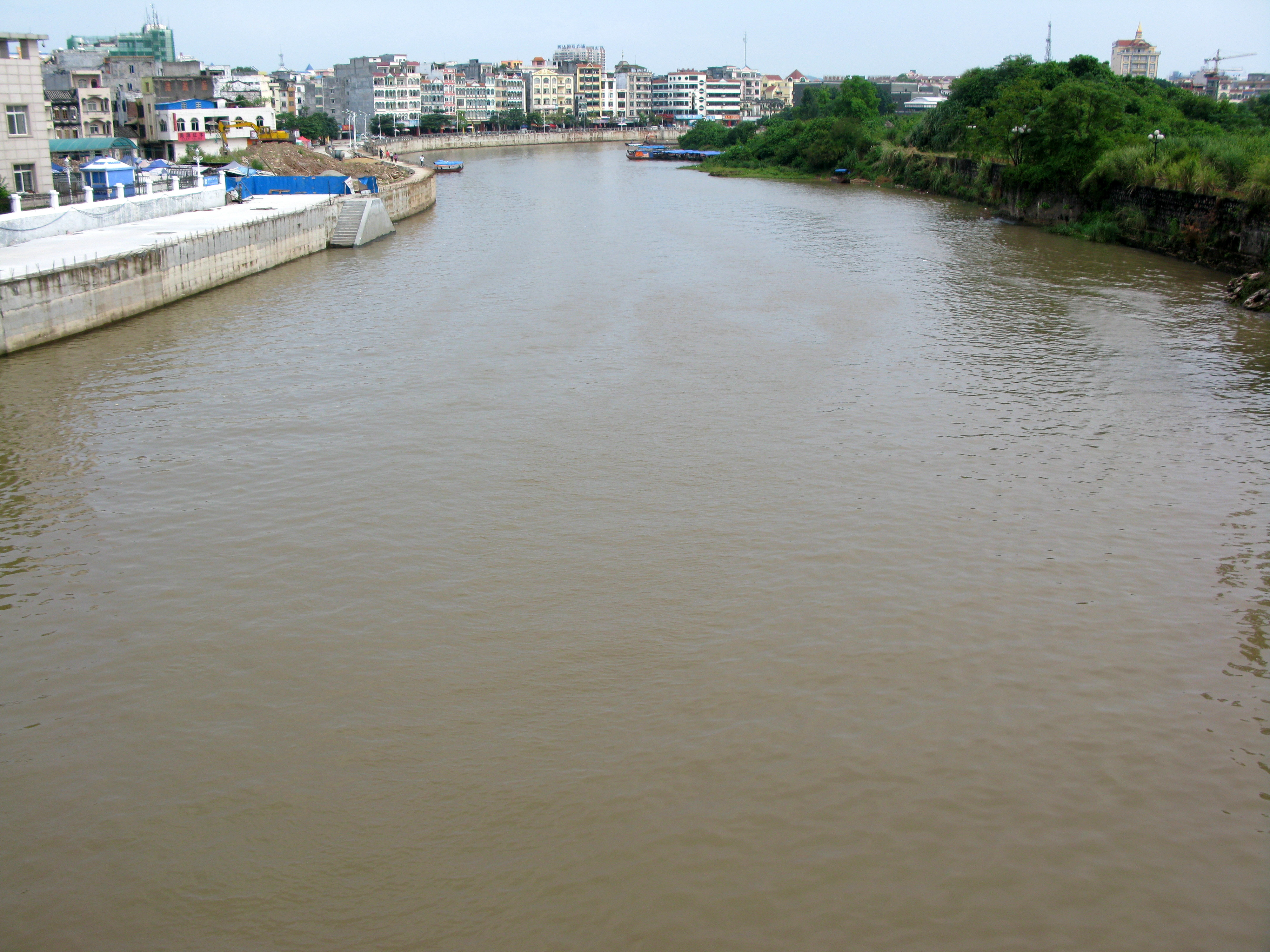
Sông Bắc Luân, nhánh chảy trên biên giới Việt-Trung. Ảnh chụp từ cầu Bắc Luân giữa cửa khẩu hai nước.

## Chỉ dẫn
1. ↑  Hiện chưa rõ tư liệu trong Hiệp định biên giới Việt - Trung sử dụng tên gọi các đoạn sông này như thế nào.